# موراي مرلي شوارتز
موراي مرلي شوارتز (بالإنجليزية: Murray Merle Schwartz) هو محامي وقاضي أمريكي، ولد في 23 مارس 1931 في Ephrata, Pennsylvania ‏ في الولايات المتحدة، وتوفي في 11 يناير 2013.